# 內藤昌月
內藤昌月（ないとう まさあき，1550年—1588年6月18日）是日本戰國時代的武田氏家臣，父親為武田四名臣之一的內藤昌豐，亦有其為保科正俊三男的說法。幼名千次郎，通稱為修理亮、大和守，法名是陽光院南雲宗英。

## 生涯
天正3年（1575年）5月的長篠之戰後父親內藤昌豐戰死後，內藤昌月繼承其地位擔任上野箕輪城代，由於內藤昌月過去是武田勝賴的側近，所以十分受到信任，所以在天正7年（1579年）2月時允許他自稱大和守。
天正10年（1582年）3月，織田信長出兵武田家，武田勝賴兵敗自盡，時在上野的內藤昌月隨即跟真田昌幸一同轉投織田信長，擔任瀧川一益的與力。同年6月發生本能寺之變後，由於瀧川一益在神流川一役中敗走，內藤昌月隨之又改投降北條氏直。獲得北條氏給予他國眾的待遇。天正16年（1588年）5月25日病死。享年39歲。